# Zoetrope
Zoetrope war eine US-amerikanische Thrash-Metal-Band aus Chicago, Illinois die im Jahr 1976 gegründet wurde und sich 1993 auflöste.

## Geschichte
Die Band wurde im Jahr 1976 von Schlagzeuger und Sänger Barry Stern, Gitarrist Kevin Michael Rasofsky, Bassist Calvin „Willis“ Humphrey und Gitarrist Ken Black gegründet. Zusammen spielte die Band anfangs nur Coverversionen, entwickelte bald jedoch auch eigene Lieder, sodass 1980 die erste Single veröffentlicht wurde. Obwohl Zoetrope eine Metal-Band war, war sie auch in Chicagos Hardcore-Punk-Szene sehr aktiv. So spielte die diverse Auftritte im O’Banions, einer Punk-Bar in Chicago. Ken Black und Barry Stern produzierten außerdem das selbstbetitelte Album der Hardcore-Punk-Band Life Sentence im Jahr 1986. Nach der Veröffentlichung der Single wurden einige Demos veröffentlicht, wodurch die Band einen Vertrag mit Combat Records erreichte. Das Album Amnesty erschien im Jahr 1985. Im Jahr 1987 begab sich die Band nach Los Angeles, um das zweite Album A Life of Crime mit Produzent Randy Burns (Megadeth, Nuclear Assault) aufzunehmen. Während der Aufnahmen verließ Ken Black die Band, um seine Drogenprobleme zu bekämpfen. Er wurde durch Louis Svitek ersetzt. Obwohl Svitek auf dem Albumcover zu sehen war, stammen sämtliche Aufnahmen noch von Black. Während der Tour zu A Life of Crime verließ Svitek die Band und trat M.O.D. bei. Nach der Tour trat außerdem Barry Stern der Band Trouble bei. Das Album Mind Over Splatter wurde im Jahr 1993 neben Rasofsky mit einer neuen Besetzung veröffentlicht, bevor sich die Band noch im selben Jahr auflöste.
Louis Svitek spielte später in Bands wie Lost Cause, Ministry, Mind Funk, Pigface, The Hollow Steps und Project 44. Momentan betreibt er das Label Wu Li Records, ein Hip-Hop-Label aus Chicago. Barry Stern war Schlagzeuger auf einer Tour von Cathedral und machte einen Gastauftritt auf dem selbstbetitelten Debütalbum von Debris Inc., auf dem auch Ex-Mitglieder von Saint Vitus und Trouble zu hören waren. Barry verstarb am 1. April 2005 aufgrund von Komplikationen nach einer Hüftoperation. Bis zu seinem Tod war er in der Band D-Connect aktiv. Trouble widmeten ihm das Album Simple Mind Condition aus dem Jahr 2007.

## Stil
Die Band bezeichnete ihre Musik mit dem Namen „Street Metal“. Die Musik wird als simpel und aggressiv beschrieben und wird mit Bands wie Exciter, Muro und Blood Money verglichen.

## Diskografie
- 1980: The Right Way (Single, Eigenveröffentlichung)
- 1983: The Metal Log Vol. 1 (Demo, Eigenveröffentlichung)
- 1985: The Metal Log Vol. 2 (Demo, Eigenveröffentlichung)
- 1985: Amnesty (Album, Combat Records, Wiederveröffentlichung mit den Metal Log-Demos als Bonuslieder über Century Media in Europa im Jahr 1999)
- 1987: A Life of Crime (Album, Combat Records, Wiederveröffentlichung über Century Media in Europa im Jahr 1998)
- 1993: Mind Over Splatter (Album, Grind Core Records / Red Light Records)